# Übername
Übername ist ein Terminus aus der Sprachwissenschaft, mit dem ein Beiname bezeichnet wird, der einer Person gegeben wird, um sie genauer zu beschreiben.
Der dtv-Atlas Namenkunde definiert den Begriff Übername als „Namen in engerem Sinne […] für jene Beinamen, die nicht zu den Patronymika, Herkunfts-, Wohnstätten- oder Berufsgruppen gehören, sondern aus körperlichen, geistigen, charakterlichen Merkmalen eines Menschen, aus Ereignissen seiner Lebensgeschichte u. Ä. gewonnen werden.“ Im Unterschied zum Beinamen ist der Übername ein zusätzlicher, inoffizieller Namensbestandteil, diese Unterscheidung wird aber in der Fachliteratur nicht überall in diesem Sinne getroffen, und in der Namensgutentwicklung sind die Grenzen oft fließend: Viele der heutigen Familiennamen haben sich in der Zeit der ausgehenden Einnamigkeit aus Übernamen über Beinamen im strengeren Sinne entwickelt.
Seit der Epoche der Mehrnamigkeit fällt der Rufname unter den Begriff – also der Vorname, mit der die Person im Alltag wirklich angesprochen wird, unter Umständen auch eine Koseform des Vornamens, ein Spitzname oder ein Pseudonym. Zu den Übernamen gehören auch Spottnamen.

## Bildungsweise
Übernamen beschreiben ein Merkmal entweder direkt, wie Kraushaar, oder als Metapher wie Spatz für eine zierliche Person oder aber metonymisch ein Ereignis wie Sonntag für jemanden, der an einem Sonntag geboren wurde.
Die Übernamen werden von Sprachwissenschaftlern in Gruppen eingeteilt:
- nach körperlichen Merkmalen und Körperteilen, etwa Dürr, Haupt oder Breitrück(e/n): 1330 „Guntherus dictus Bretrucke de Wettere“[4]
- nach geistigen Fähigkeiten oder Charaktereigenschaften, Wrede (= grimmig) oder Quade (= schlimm, schlecht, böse)
- nach Tieren, etwa Fuchs
- nach Pflanzen, Baum
- nach Gegenständen wie Korb oder Stiefel
- nach Naturerscheinungen, Sturm
- nach Jahres- und Tageszeiten, Monaten und Wochentagen, etwa Herbst oder Hornung
- nach religiösen Begriffen wie Teufel
- nach Geld, Schilling
- nach Besitz wie bei Nothaft
- nach Gewohnheiten wie Quenzer (= Kartenspieler)
- nach Abstammung und Verwandtschaft, Vetter
- als Bezeichnung weltlicher und geistlicher Ämter, etwa Propst oder Hofmann/Hoffmann
- auf Grund moralischer Urteile wie Neidnagel

„Viele Übernamen spiegeln ästhetische oder moralische Normvorstellungen der namengebenden Gemeinschaft wider, indem sie Menschen kennzeichnen, die man als zu groß oder zu klein, zu hochfahrend oder zu geschwätzig empfand. So reflektieren Übernamen eine Art ‚soziale Kontrolle‘. Daher sind in ihnen negative Bewertungen häufig: Wunderlich für den Sonderbaren oder Launischen […] Hahn für den Angeber oder Streitsüchtigen. Doch werden durchaus positive Normabweichungen benannt: Frühauf, Morgenschweiß […] für den Frühaufsteher […].“